# 柯尼希斯温特

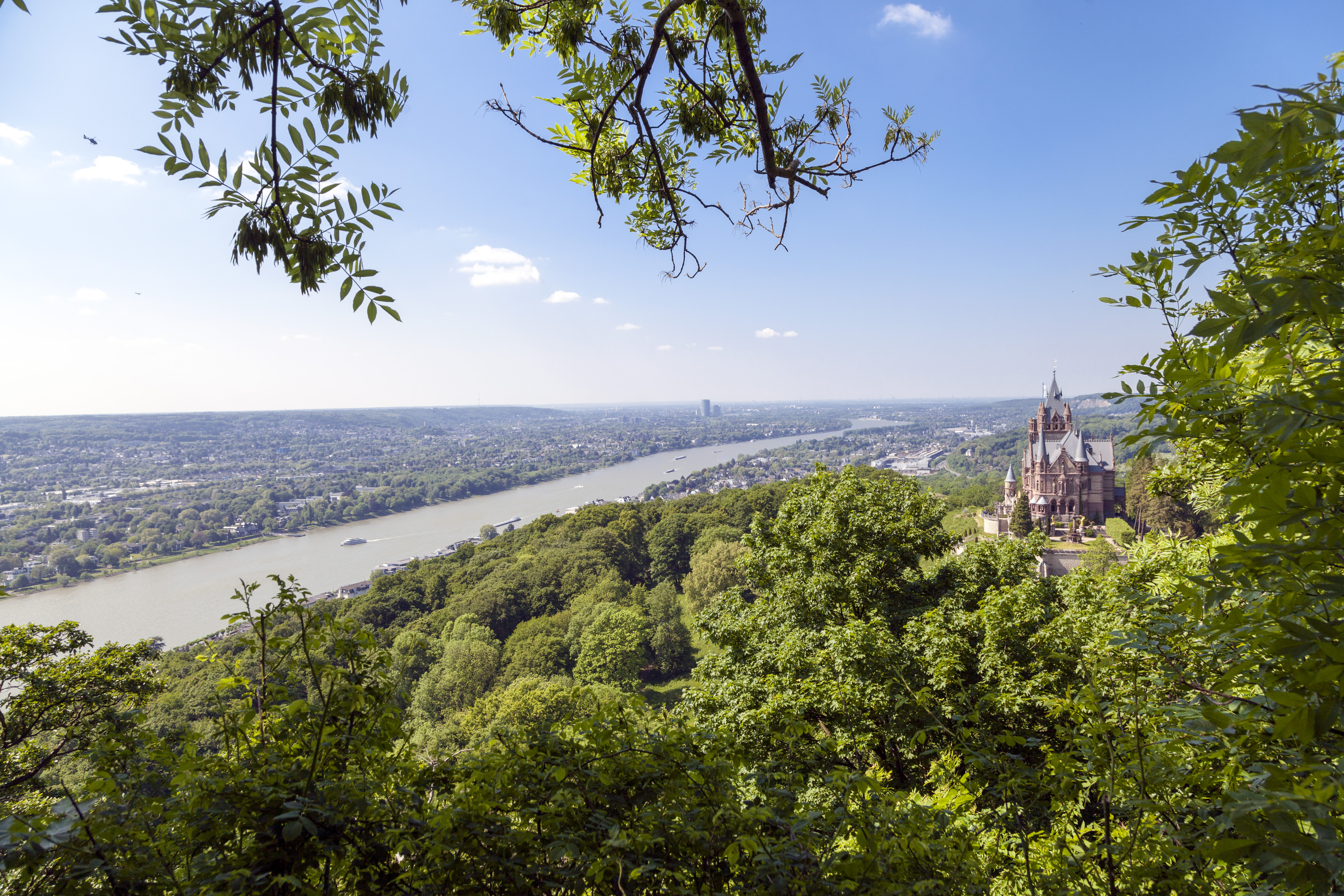
柯尼希斯温特鄰近波恩的近郊。圖左為萊茵河，圖右側可見龍岩山及在其之上的龍堡。

柯尼希斯温特（德語：Königswinter，發音：[ˈkøːnɪçsˌvɪntɐ] ⓘ）是德国北莱茵-威斯特法伦州科隆行政区莱茵-锡格县的城市，面积76.17平方千米，2023年12月31日人口为41,642人。